# Младен Маркач
Младен Маркач (Ђурђевац, 8. мај 1955) је пензионисани генерал војске Републике Хрватске, оптужен и ослобођен за ратне злочине над крајишким Србима након операције Олуја.

## Биографија
Маркач је дипломирао на Универзитету у Загребу 1981, а након одслужења војног рока се запослио у Министарству унутрашњих послова. Био је припадник хрватског контингента савезног одреда милиције на Косову током 1980-их. Након вишестраначких избора 1990. ставио се на располагању влади Фрање Туђмана. Маркач је 1990. учествовао у оснивању специјалних јединица МУП-а, а касније је именован за заменика заповедника специјалне јединице, која је крајем 1990. постала Антитерористичка јединица Лучко. Године 1991. Маркач је именован за команданта Антитерористичке јединице Лучко. Унапређен је у 1992. у чин генерал-пуковника у резерви.
Председник Туђман га је 18. фебруара 1994. поставио за помоћника министра унутрашњих послова и команданта специјалне полиција МУП Хрватске. После операције Олуја Маркач је имао чин генерал-пуковника. Због сумње да су јединице под његовом командом починиле ратне злочине током Олује, Хашки трибунал је против њега, Анте Готовине и Ивана Чермака подигао оптужницу. Док је Готовина избегао да се преда Хашком трибуналу, Маркач и Чермак су се ставили на располагање суду, па им је одобрена одбрана са слободе, односно боравак у кућном притвору до почетка суђења.
Међутим, 22. децембра 2007. Маркач је на Билогори учествовао у божићном лову, а фотографије с тог лова су неколико дана касније доспеле у медије. С обзиром да је тиме прекршио услове кућног притвора, Маркач је ухапшен и спроведен у хашки затвор. Министар унутрашњих послова Ивица Кирин, који се с њим био сликао, је због тога био присиљен да поднесе оставку.
15. априла 2011. године је неправоснажно осуђен на 18 година затвора по више тачака, међу којима су и убиства, прогони и пљачке. У новембру 2012. године је другостепеном пресудом ослобођен свих оптужби те је наложено његово пуштање на слободу.